# Coalición Europea (1999)
Coalición Europea fue el nombre que adoptó una coalición electoral formada en España para presentarse a las elecciones al Parlamento Europeo de 1999. Sus integrantes eran cuatro partidos de ámbito regional y carácter regionalista de centro y centro-derecha: Coalición Canaria (CC), Partido Aragonés (PAR), Partido Andalucista (PA) y Unión Valenciana (UV).
Los cuatro primeros lugares de la lista fueron ocupados por Isidoro Sánchez (CC), Carlos Bautista (PA), Enrique Monsonís (UV) y Juan Manuel Ferrández Lezaún (PAR).
La coalición obtuvo 677.094 votos en toda España (3,2%), siendo la quinta fuerza política y obteniendo dos de los 64 eurodiputados en juego. La coalición obtuvo sus mejores resultados en Andalucía (246.847 votos, 6,64% en la comunidad autónoma), Aragón (60.186 votos, 9,27%), Canarias (276.186 votos, 33,78%, siendo la primera fuerza de la comunidad) y Comunidad Valenciana (89.785 votos, 3,96%), sin sobrepasar el 0,1% en ninguna otra comunidad autónoma.
De acuerdo con los pactos de coalición, se establecieron dos turnos para cada escaño obtenido. Para el primer escaño, el primer turno lo ocupó el cabeza de lista, Isidoro Sánchez (20 de julio de 1999 - 19 de marzo de 2003), que se integró en el grupo del Partido Europeo de los Liberales, Demócratas y Reformistas. Posteriormente dimitió y su puesto fue ocupado por Enrique Monsonís (26 de marzo de 2003 - 19 de julio de 2004), que permaneció en el mismo grupo. El segundo escaño fue ocupado sucesivamente por Carlos Bautista (20 de julio de 1999 - 6 de julio de 2003), en el grupo de los Verdes/Alianza Libre Europea, y Juan Manuel Ferrández (7 de julio de 2003 - 19 de julio de 2004), en el mismo grupo.